# マンデラ・エグボ
マンデラ・チンウェイズ・エグボ（英語: Mandela Chinweizu Egbo、1997年8月17日 - ）は、イングランドとナイジェリアのサッカー選手。チャールトン・アスレティックFC所属。ポジションはDF。

## クラブ歴
クリスタル・パレスFCの下部組織に在籍した。2015年にボルシア・メンヒェングラートバッハIIに加入、2018年にトップチームで試合に出場しプロ初出場。

## 代表歴
イングランドU-17代表としてUEFA U-17欧州選手権2014に参加し優勝したメンバーの一人である。

## 家族
ナイジェリア系の家に生まれた。